# Bertoldi (cognome)
Bertoldi è un cognome di lingua italiana.

## Varianti
Bertaldi, Bertaldo, Berthodis, Bertodi, Bertoldini, Bertoldo.

## Origine e diffusione
Cognome tipicamente settentrionale, è presente prevalentemente in Veneto.
Potrebbe derivare dal prenome Bertoldo. È affine ai cognomi Aldi e Berti.
La variante Bertodi è veneta.

## Persone
- Silvio Bertoldi (1920-2018) – saggista e giornalista italiano
- Sisto Bertoldi (1877-...) – generale italiano
- Vittorio Bertoldi (1888-1953) – linguista e glottologo italiano